# Minnie Evans
Minnie Eva Evans (* 12. Dezember 1892 in Long Creek, Pender County, North Carolina; † 16. Dezember 1987 in Wilmington, North Carolina) war eine afroamerikanische Künstlerin der Outsider-Kunst. Sie wurde als junges Mädchen durch Visionen und Träume, die sie ihr Leben lang hatte, inspiriert, mit dem Zeichnen anzufangen.

## Leben
Minnie Eva Evans wurde als Minnie Eva Jones am 12. Dezember 1892 in Long Creek geboren. Ihre Mutter Ella Jones war zu diesem Zeitpunkt 13 Jahre alt. Ihr Vater George Moore hatte die Familie nach ihrer Geburt verlassen. Im Alter von drei Monaten zog sie mit ihrer Mutter nach Wilmington, um bei ihrer Großmutter mütterlicherseits, Mary Croom Jones, zu leben. Wie andere Kinder in ihrem Alter hatte Evans eine rege Fantasie. In ihrem Fall hielten die skurrilen Visionen, die sie hatte, sie die ganze Nacht wach, so dass sie kaum zur Ruhe kam. Dieser Schlafmangel und die Tatsache, dass ihre Familie ihre Hilfe benötigte, führten dazu, dass sie im Alter von 13 Jahren die Schule abbrechen musste.
Sie besuchte die Schule bis zur sechsten Klasse und im Jahr 1903 zogen Minnie, Ella, and Mary Croom Jones nach Wrightsville Sound, einer Town in der Nähe von Wilmington.
In Wrightsville lernte Ella Jones ihren späteren Ehemann, Joe Kelly kennen und sie heirateten im Jahr 1908. Während dieser Zeit verkaufte Minnie Jones Schalentiere von Tür zu Tür. In dem Jahr lernte sie durch die Vermittlung von Joe Kellys Tochter aus einer früheren Ehe Julius Caesar Evans kennen. Jones, zu dem Zeitpunkt 16 Jahre alt, heiratete Evans, der 19 Jahre alt war, noch im selben Jahr. Das Paar hatte drei Söhne, Elisha Dyer, David Barnes Evans und George Sheldon Evans. Obwohl Evans viele Unterstützer hatte, gehörte ihr Mann nicht dazu. Er sagte ihr oft, sie solle aufhören, Visionen zu erfinden und sich auf Dinge konzentrieren, die den Haushalt aufrechterhalten. Er glaubte, dass sie durch die Kunst, die sie schuf, verrückt wurde.
Ab 1916 war Minnie Evans als Hausangestellte im Haus des Arbeitgebers ihres Mannes, des wohlhabenden Industriellen Pembroke Jones, beschäftigt. Die Familie Evans lebte auf dem Jagdgrundstück von Jones, Pembroke Park. Pembroke Jones starb 1919 und seine Frau Sarah (Sadie) Jones heiratete Henry Walters. Evans arbeitete weiterhin für Sadie Jones und nun für Henry Walters auf der Airlie Estate. Sadie Jones verwandelte das Airlie Estate in den frühen 1900er Jahren in einen Garten, der später zu einem der berühmtesten Gärten des Südens wurde.  Nach dem Tod von Sadie Jones kaufte ein Mann namens Albert Corbet das Anwesen im Jahr 1948 und beauftragte Evans, als Pförtnerin zu fungieren und den Eintritt von öffentlichen Besuchern zu nehmen. Sie behielt diese Stellung für den Rest ihres Lebens. 1974 ging sie im Alter von 82 Jahren als Pförtnerin in den Ruhestand.

## Werdegang
Evans begann am Karfreitag 1935 zu zeichnen. Sie fertigte zwei Zeichnungen mit Feder und Tusche, „die von konzentrischen und Halbkreisen vor einem Hintergrund aus nicht identifizierbaren linearen Motiven dominiert werden“. Diese beiden Stücke trugen die Titel „My Very First“ bzw. „My Second“. Schon in jungen Jahren schildert Evans ihre Erfahrungen, Visionen zu haben und Fabelwesen zu sehen, die Bekannte nicht sehen konnten. Diese Visionen zogen sich durch ihr ganzes Leben, als sie in ihrem frühen Erwachsenenalter immer mehr hörte und sah. Sie hörte eine Stimme in ihrem Kopf, die sagte: „Warum zeichnest du nicht oder stirbst?“ Danach fing Evans erst 1940 wieder mit dem Zeichnen an. Für ihre ersten Arbeiten verwendete sie Bleistift und Wachs auf Papier, später arbeitete sie mit Ölfarben und erstellte in Mischtechniken Collagen.  Ihre Motive waren in der Regel entweder biblische Szenen oder Szenen aus der Natur. Oft war es eine Mischung aus beidem.
Zu ihren Einflüssen gehören Afrika, die Karibik, Ostindien, Chinesisch und die westlichen Kulturen. Da sie das Amt der Pförtnerin der Airlie Gardens innehatte, nutzte sie die Gärten oft als Inspiration für ihre Arbeiten, um Naturszenen darzustellen. Wenn sie nicht gerade Eintrittskarten verkaufte, war Evans immer unterwegs, um eine andere Vision zu malen, die von ihrer floralen Umgebung inspiriert war.
Evans begann mit dem Verkauf ihrer Arbeiten in den Airlie Gardens, indem sie ihre Werke am Eingangstor der Gärten aufhängte. Oft verschenkte sie ihre Werke an Besucher. Bald wurde sie im ganzen Süden bekannt und Besucher kamen in die Gärten, um ihre Werke zu sehen. 1961 hatte sie ihre erste offizielle Ausstellung von Zeichnungen und Ölgemälden in der Little Artists Gallery (heute St. Johns Museum) in Wilmington, North Carolina.
1962 lernte Evans die Fotografin, Volkskunstspezialistin und Kunsthistorikerin, Nina Howell Starr, kennen. Starr, selbst Künstlerin, kannte Evans’ Werk bereits seit 1961 und wollte die Künstlerin persönlich kennen lernen. Starr vertrat Evans in den nächsten 25 Jahren und machte ihre Arbeit bekannt. Ursprünglich verkaufte Evans ihre ersten Gemälde für 50 Cent pro Stück. Starr ermutigte Evans, ihre Bilder zu besseren Preisen zu verkaufen und unterstützte sie während ihrer gesamten Karriere. Evans empfand ihre Arbeit als zu persönlich, um sie mit der Öffentlichkeit zu teilen, was sie bis 1961 davon abhielt, etwas zu veröffentlichen, als sie ihre erste große Kunstausstellung in der Little Gallery in Wilmington hatte. Von 1962 bis 1973 nahm Starr Interviews mit Evans über ihre Arbeit auf.
Anfangs hatte Evans Bedenken, Starr ihre Arbeit anzuvertrauen, aber sie entwickelten einen gegenseitigen Respekt füreinander. Starr half, Evans’ Karriere zu starten, indem sie ihre Kunst in New York City lagerte und verkaufte. Sie begleitete sie auch in der Kunstwelt, indem sie sie dazu brachte, ihre Werke zu signieren und zu datieren.
1966 arrangierte Starr Evans’ erste New-York-Ausstellung in der Church of Epiphany und der Clements Episcopal Church. Im August 1969 fand eine weitere Ausstellung von Evans’ Werken in der Art Image Gallery of New York statt. 1975 kuratierte sie eine große Evans-Ausstellung im Whitney Museum of American Art. Als ihre Gesundheit nachließ, wurde 1980 eine weitere Ausstellung ihrer Werke im St. John’s Museum organisiert. Sie hatte auch viele andere Ausstellungen in New York.
Viele Kunstkritiker haben Evans Werk als surrealistisch, visionär und psychedelisch bezeichnet. Die Religion spielte im Leben von Evans eine wichtige Rolle, ebenso wie in vielen von Evans’ Bildern. Evans gestand, dass sie sich der Bedeutung ihrer Bilder nicht sicher war, und erklärte: „Wenn ich mit ihnen fertig bin, muss ich sie wie jeder andere betrachten. Sie sind für mich genauso seltsam wie für jeden anderen auch.“

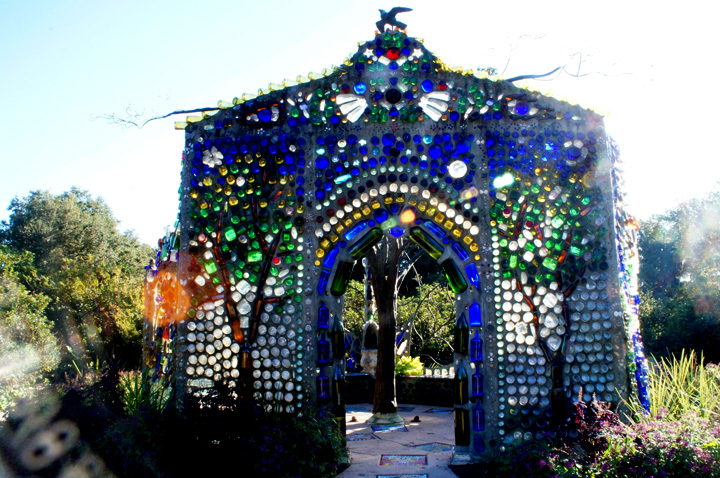
Minnie Evans Bottle Chapel entworfen und gebaut von Virginia Wright-Frierson

Evans schuf „eines der kraftvollsten Kunstwerke“ das ein Selbstporträt auf dem Umschlag eines Scrapbooks im Jahr 1981 war. Evans starb am 16. Dezember 1987 in Wilmington, North Carolina, im Alter von 95 Jahren, sie hinterließ dem St. Johns Museum of Art (heute das Cameron Art Museum) in Wilmington mehr als 400 Kunstwerke. Nach Evans’ Tod entwarf und baute die Künstlerin Virginia Wright-Frierson die Minnie Evans Bottle Chapel in Airlie Gardens zu ihrem Gedenken. Die Bottle Chapel, die fast vollständig aus wiederverwendeten Glasflaschen besteht, wurde als Hommage an die Volkskünstlerin Minnie Evans geschaffen und enthält Werke vieler anderer Künstler. Von oben betrachtet, ähnelt die Kapelle einer Blume mit einem Blatt auf jeder Seite. Entlang des Weges sind aus farbigem Zement Blumen und Pflanzen gepresst, die Evans in ihren Gemälden verwendete. Kunstwerke von Kindern, die Evans inspiriert haben, wurden in 95 Trittsteine umgewandelt, jeder für ein Jahr ihres Lebens. Die Kapelle selbst enthält Buntglas mit vielen Gesichtern und Figuren, die denen ähneln, die Evans verwendet hat.
Der Minnie Evans’-Tag wurde am 14. Mai 1994 in Greenville, North Carolina, ausgerufen.
Evans war das Thema des Dokumentarfilms The Angel that Stands By Me: Minnie Evans (1983) von Allie Light und Irving Saraf. Der Titel des Dokumentarfilms stammt aus einem Zitat von Evans selbst. Sie sagt: „Gott hat mir einen Engel geschickt, der mir zur Seite steht. Er steht bei mir und sagt mir, was ich tun soll“.

## Werk
Ihre ersten Werke mit dem Titel My Very First und My Second sind Tusche auf Papier. Die gesamte Oberfläche ist mit abstrakten Designs und Formen gefüllt, die beide Naturbilder und -themen enthalten. Diese Werke sind nicht in Farbe. Nachdem sie diese Zeichnungen einem geheimnisvollen Propheten übergeben hatte, wurde Evans gesagt, dass sie den aktuellen globalen Konflikt, den Zweiten Weltkrieg, vorhersagen würden. Madame Tula wies Evans später an, ein neues Gemälde zu malen, das das Ende des Krieges darstellen sollte. Tage später malte Evans das Bild „Invasion“, das die totale Zerstörung, Bomben und eine Figur von Fu Manchu zeigt.
Ein weiteres Werk mit dem Titel Design: Airlie Garden stellt Blumen, Pflanzen und Schmetterlinge dar. Das Naturthema wird hier aufgegriffen, aber dieses Werk ist aufgrund der Asymmetrie des Gemäldes etwas untypisch.
Zwei weitere Werke, beide ohne Titel, sind eher typische Werke von Evans. Das eine, datiert 1996, zeigt eine Frau mit einem gefiederten Kopfschmuck und einem grünen Vogel. Dieses Werk hat kräftige Farben, ist symmetrisch und enthält Naturthemen. Die verwendeten Medien sind Graphit, Tinte, Tempera und Wachsmalkreide auf Papier. Das andere ist ein weibliches Porträt mit dem Thema der Augen, kräftigen Farben und ebenfalls Naturmotiven. Die verwendeten Medien sind Gouache, Tinte und Wachsmalkreide auf Papier.
Heute gilt sie als eine der bedeutendsten visionären Volkskünstlerinnen des 20. Jahrhunderts und ihre Werke werden von vielen Museen und Sammlern in aller Welt gesammelt. Trotz ihrer produktiven und langen Karriere werden ihre Werke nicht oft zum Verkauf angeboten. Ihre Werke befinden sich im Museum of Modern Art, Smithsonian Institution, Abby Aldrich Rockefeller Folk Art Museum, American Folk Art Museum, Whitney Museum of American Art, Ogden Museum of Southern Art, Intuit: The Center for Intuitive and Outsider Art und dem High Museum of Art.
In einer Besprechung einer Ausstellung aus dem Jahr 2017 wird der Kontrast zwischen Evans’ späteren Werken – immer ausgefeiltere Gesichter und eine größere Vertrautheit mit der Natur – und ihren ersten Zeichnungen aus den Jahren 1935 bis 1940 hervorgehoben, die „ihr angeborenes Genie und Bewusstsein im Rohzustand und im Übergang zeigen“.

### Kataloge von Kunstausstellungen
in aufsteigender Reihenfolge nach Datum:
- Nina Howell Starr: Minnie Evans. Whitney Museum of American Art, 1975 (englisch, google.com).
- Mitchell Kahan: Heavenly Visions: the Art of Minnie Evans, January 18 - April 13, 1986, North Carolina Museum of Art. North Carolina Museum of Art, Raleigh, North Carolina 1986, ISBN 978-0-88259-951-9 (englisch, google.com).
- Black Folk Artists: Minnie Evans & Bill Traylor - African American Museum, Hempstead, New York, 10 June - 10 September 1989. African American Museum, Hempstead, New York, 1989 (englisch, google.com).
- Charles M Lovell, Erwin Hester: Minnie Evans: Artist. Wellington B. Gray Gallery, East Carolina University, Greenville, North Carolina 1993, ISBN 978-0-9636759-0-3 (englisch, google.com).

### Weitere Literatur
- Nathan Comfort Starr: The Unique Folk Artist of Airlie. In: The State. März 1969, S. 16–17 (englisch).
- John Walker Myers, „Minnie Evans: Off in the Garden to Talk With God.“ The Southern Quarterly. Volume 35, Number I, Fall 1996. pp. 74–83.
- Mary E. Lyons: Painting Dreams: Minnie Evans, Visionary Artist. 1. Auflage. Houghton Mifflin Harcourt, New York City, NY 1996, ISBN 978-0-395-72032-5 (englisch, google.com).
- Nathan Kernan: Aspects of Minnie Evans. In: On Paper: The Journal of Prints, Drawing, & Photos. 1. Jahrgang, Nr. 6, Juli 1997, S. 12–16 (englisch).
- Fred Wharton, Susan Taylor Block: The Bottle Chapel at Airlie Gardens: A Tribute to Minnie Evans. Publishing Laboratory, University of North Carolina Wilmington, Wilmington, North Carolina 2008, ISBN 978-0-9791403-6-5 (englisch).
- John Maizels: Outsider Art Sourcebook (= Raw Vision). Raw Vision Magazine, 2009, ISBN 978-0-9543393-2-6 (englisch).